# بيير واتكن
بيير واتكن (بالإنجليزية: Pierre Watkin)‏ هو ممثل أمريكي، ولد في 29 ديسمبر 1889 في الولايات المتحدة، وتوفي في 3 فبراير 1960 بهوليوود في الولايات المتحدة.

## أعمال

### أفلام
- (1935) خطر
- (1936) السيد ديدز يذهب إلى المدينة
- (1936) وقت الميل
- (1937) اعتراف
- (1937) باب المسرح
- (1939) السيد سميث يذهب إلى واشنطن
- (1940) إيقاع على النهر
- (1942) كبرياء اليانكيز
- (1943) البيت المجنون
- (1943) هذا جيشي
- (1945) مغامرة
- (1947) السيد فيردو[4][5]

## وصلات خارجية
- بيير واتكن على موقع IMDb (الإنجليزية)
- بيير واتكن على موقع ألو سيني (الفرنسية)
- بيير واتكن على موقع أول موفي (الإنجليزية)
- بيير واتكن على موقع قاعدة بيانات برودواي على الإنترنت (الإنجليزية)
- بيير واتكن على موقع قاعدة بيانات الأفلام السويدية (السويدية)
- بيير واتكن على موقع إن إن دي بي (الإنجليزية)
- بيير واتكن على موقع قاعدة بيانات الفيلم (الإنجليزية)
- بيير واتكن على موقع كينوبويسك (الروسية)